# Gran Premio de Italia de Motociclismo de 2021
El Gran Premio de Italia de Motociclismo de 2021 (oficialmente Gran Premio d'Italia Oakley) fue la sexta prueba del Campeonato del Mundo de Motociclismo de 2021. Tuvo lugar el fin de semana del 28 al 30 de mayo de 2021 en el Autódromo Internacional del Mugello, situado en Scarperia e San Piero, Toscana (Italia).
La carrera de MotoGP fue ganada por Fabio Quartararo, seguido de Miguel Oliveira y Joan Mir. Remy Gardner fue el ganador de la prueba de Moto2, por delante de Raúl Fernández y Marco Bezzecchi. Por otro lado, la carrera de Moto3 fue ganada por Dennis Foggia, Jaume Masiá fue segundo y Gabriel Rodrigo tercero.
El fin de semana se vio empañado por la muerte de Jason Dupasquier. Dupasquier chocó con Ayumu Sasaki durante la calificación de Moto3, y luego fue golpeado por Jeremy Alcoba. Alcoba y Sasaki resultaron ilesos, pero Dupasquier resultó gravemente herido, antes de ser trasladado en avión al Hospital Careggi en Florencia. Dupasquier murió en el hospital debido a sus heridas un día después del accidente.

## Resultados

### Resultados MotoGP
| Pos.    | N.º | Piloto            | Equipo                       | Constructor | Vueltas | Tiempo    | Parrilla | Puntos |
| ------- | --- | ----------------- | ---------------------------- | ----------- | ------- | --------- | -------- | ------ |
| 1       | 20  | Fabio Quartararo  | Monster Energy Yamaha MotoGP | Yamaha      | 23      | 41:16.344 | 1        | 25     |
| 2       | 88  | Miguel Oliveira   | Red Bull KTM Factory Racing  | KTM         | 23      | +2.592    | 7        | 20     |
| 3       | 36  | Joan Mir          | Team SUZUKI ECSTAR           | Suzuki      | 23      | +3.000    | 9        | 16     |
| 4       | 5   | Johann Zarco      | Pramac Racing                | Ducati      | 23      | +3.535    | 3        | 13     |
| 5       | 33  | Brad Binder       | Red Bull KTM Factory Racing  | KTM         | 23      | +4.903    | 6        | 11     |
| 6       | 43  | Jack Miller       | Ducati Lenovo Team           | Ducati      | 23      | +6.233    | 5        | 10     |
| 7       | 41  | Aleix Espargaró   | Aprilia Racing Team Gresini  | Aprilia     | 23      | +8.030    | 4        | 9      |
| 8       | 12  | Maverick Viñales  | Monster Energy Yamaha MotoGP | Yamaha      | 23      | +17.239   | 13       | 8      |
| 9       | 9   | Danilo Petrucci   | Tech3 KTM Factory Racing     | KTM         | 23      | +23.296   | 18       | 7      |
| 10      | 46  | Valentino Rossi   | Petronas Yamaha SRT          | Yamaha      | 23      | +25.146   | 19       | 6      |
| 11      | 27  | Iker Lecuona      | Tech3 KTM Factory Racing     | KTM         | 23      | +25.152   | 20       | 5      |
| 12      | 44  | Pol Espargaró     | Repsol Honda Team            | Honda       | 23      | +26.059   | 12       | 4      |
| 13      | 51  | Michele Pirro     | Pramac Racing                | Ducati      | 23      | +26.182   | 16       | 3      |
| 14      | 73  | Álex Márquez      | LCR Honda CASTROL            | Honda       | 23      | +29.400   | 22       | 2      |
| 15      | 32  | Lorenzo Savadori  | Aprilia Racing Team Gresini  | Aprilia     | 23      | +32.378   | 21       | 1      |
| 16      | 21  | Franco Morbidelli | Petronas Yamaha SRT          | Yamaha      | 23      | +37.906   | 10       |        |
| 17      | 10  | Luca Marini       | SKY VR46 Avintia             | Ducati      | 23      | +50.306   | 17       |        |
| Ret     | 30  | Takaaki Nakagami  | LCR Honda IDEMITSU           | Honda       | 19      | Caída     | 15       |        |
| Ret     | 42  | Álex Rins         | Team SUZUKI ECSTAR           | Suzuki      | 18      | Caída     | 8        |        |
| Ret     | 63  | Francesco Bagnaia | Ducati Lenovo Team           | Ducati      | 1       | Caída     | 2        |        |
| Ret     | 93  | Marc Márquez      | Repsol Honda Team            | Honda       | 1       | Caída     | 11       |        |
| Ret     | 23  | Enea Bastianini   | Avintia Esponsorama          | Ducati      | 0       | Caída     | 14       |        |
| Fuente: |     |                   |                              |             |         |           |          |        |

### Resultados Moto2
| Pos.    | N.º | Piloto                | Constructor | Vueltas | Tiempo    | Parrilla | Puntos |
| ------- | --- | --------------------- | ----------- | ------- | --------- | -------- | ------ |
| 1       | 87  | Remy Gardner          | Kalex       | 21      | 39:17.667 | 4        | 25     |
| 2       | 25  | Raúl Fernández        | Kalex       | 21      | +0.014    | 1        | 20     |
| 3       | 72  | Marco Bezzecchi       | Kalex       | 21      | +8.021    | 7        | 16     |
| 4       | 16  | Joe Roberts           | Kalex       | 21      | +8.004    | 10       | 13     |
| 5       | 23  | Marcel Schrötter      | Kalex       | 21      | +12.343   | 9        | 11     |
| 6       | 79  | Ai Ogura              | Kalex       | 21      | +23.170   | 12       | 10     |
| 7       | 14  | Tony Arbolino         | Kalex       | 21      | +23.764   | 6        | 9      |
| 8       | 6   | Cameron Beaubier      | Kalex       | 21      | +34.825   | 25       | 8      |
| 9       | 55  | Hafizh Syahrin        | NTS         | 21      | +34.849   | 20       | 7      |
| 10      | 62  | Stefano Manzi         | Kalex       | 21      | +34.965   | 23       | 6      |
| 11      | 44  | Arón Canet            | Boscoscuro  | 21      | +35.250   | 17       | 5      |
| 12      | 54  | Fermín Aldeguer       | Boscoscuro  | 21      | +35.300   | 15       | 4      |
| 13      | 40  | Héctor Garzó          | Kalex       | 21      | +35.450   | 19       | 3      |
| 14      | 96  | Jake Dixon            | Kalex       | 21      | +36.161   | 22       | 2      |
| 15      | 64  | Bo Bendsneyder        | Kalex       | 21      | +40.700   | 16       | 1      |
| 16      | 13  | Celestino Vietti      | Kalex       | 21      | +46.263   | 26       |        |
| 17      | 70  | Barry Baltus          | NTS         | 21      | +46.403   | 27       |        |
| 18      | 35  | Somkiat Chantra       | Kalex       | 21      | +48.566   | 18       |        |
| 19      | 10  | Tommaso Marcon        | MV Agusta   | 21      | +1:16.213 | 29       |        |
| Ret     | 42  | Marcos Ramírez        | Kalex       | 18      | Caída     | 14       |        |
| Ret     | 22  | Sam Lowes             | Kalex       | 15      | Caída     | 2        |        |
| Ret     | 21  | Fabio Di Giannantonio | Kalex       | 11      | Retirado  | 5        |        |
| Ret     | 24  | Simone Corsi          | MV Agusta   | 11      | Retirado  | 21       |        |
| Ret     | 75  | Albert Arenas         | Boscoscuro  | 11      | Caída     | 28       |        |
| Ret     | 97  | Xavi Vierge           | Kalex       | 5       | Caída     | 8        |        |
| Ret     | 9   | Jorge Navarro         | Boscoscuro  | 4       | Caída     | 3        |        |
| Ret     | 7   | Lorenzo Baldassarri   | MV Agusta   | 2       | Caída     | 24       |        |
| Ret     | 19  | Lorenzo Dalla Porta   | Kalex       | 0       | Caída     | 11       |        |
| Ret     | 37  | Augusto Fernández     | Kalex       | 0       | Caída     | 13       |        |
| DNS     | 11  | Nicolò Bulega         | Kalex       |         | No corrió |          |        |
| DNS     | 12  | Thomas Lüthi          | Kalex       |         | No corrió |          |        |
| 1. 2.   |     |                       |             |         |           |          |        |
| Fuente: |     |                       |             |         |           |          |        |

### Resultados Moto3
| Pos.        | N.º | Piloto             | Constructor | Vueltas | Tiempo      | Parrilla | Puntos |
| ----------- | --- | ------------------ | ----------- | ------- | ----------- | -------- | ------ |
| 1           | 7   | Dennis Foggia      | Honda       | 20      | 39:37.497   | 4        | 25     |
| 2           | 5   | Jaume Masiá        | KTM         | 20      | +0.036      | 5        | 20     |
| 3           | 2   | Gabriel Rodrigo    | Honda       | 20      | +0.145      | 3        | 16     |
| 4           | 71  | Ayumu Sasaki       | KTM         | 20      | +0.240      | 10       | 13     |
| 5           | 40  | Darryn Binder      | Honda       | 20      | +0.499      | 15       | 11     |
| 6           | 55  | Romano Fenati      | Husqvarna   | 20      | +0.711      | 7        | 10     |
| 7           | 17  | John McPhee        | Honda       | 20      | +0.918      | 9        | 9      |
| 8           | 37  | Pedro Acosta       | KTM         | 20      | +0.745      | 2        | 8      |
| 9           | 11  | Sergio García      | Gas Gas     | 20      | +0.861      | 14       | 7      |
| 10          | 24  | Tatsuki Suzuki     | Honda       | 20      | +0.963      | 1        | 6      |
| 11          | 12  | Filip Salač        | Honda       | 20      | +1.080      | 17       | 5      |
| 12          | 27  | Kaito Toba         | KTM         | 20      | +1.351      | 11       | 4      |
| 13          | 23  | Niccolò Antonelli  | KTM         | 20      | +1.429      | 8        | 3      |
| 14          | 82  | Stefano Nepa       | KTM         | 20      | +4.472      | 13       | 2      |
| 15          | 52  | Jeremy Alcoba      | Honda       | 20      | +12.491     | 6        | 1      |
| 16          | 43  | Xavier Artigas     | Honda       | 20      | +23.493     | 19       |        |
| 17          | 28  | Izan Guevara       | Gas Gas     | 20      | +23.499     | 27       |        |
| 18          | 54  | Riccardo Rossi     | KTM         | 20      | +23.609     | 20       |        |
| 19          | 20  | Lorenzo Fellon     | Honda       | 20      | +23.774     | 23       |        |
| 20          | 22  | Elia Bartolini     | KTM         | 20      | +39.959     | 22       |        |
| 21          | 19  | Andi Farid Izdihar | Honda       | 20      | +40.023     | 21       |        |
| 22          | 32  | Takuma Matsuyama   | Honda       | 20      | +40.035     | 28       |        |
| Ret         | 53  | Deniz Öncü         | KTM         | 0       | Caída       | 12       |        |
| Ret         | 16  | Andrea Migno       | Honda       | 0       | Caída       | 16       |        |
| Ret         | 67  | Alberto Surra      | KTM         | 0       | Caída       | 18       |        |
| Ret         | 31  | Adrián Fernández   | Husqvarna   | 0       | Caída       | 24       |        |
| Ret         | 99  | Carlos Tatay       | KTM         | 0       | Caída       | 25       |        |
| Ret         | 73  | Maximilian Kofler  | KTM         | 0       | Caída       | 26       |        |
| DNS         | 50  | Jason Dupasquier   | KTM         |         | Caída fatal |          |        |
| DNS         | 6   | Ryusei Yamanaka    | KTM         |         | No corrió   |          |        |
| 1. 2. 3. 4. |     |                    |             |         |             |          |        |
| Fuente:     |     |                    |             |         |             |          |        |